# Suécia nos Jogos Paralímpicos
A Suécia participou pela primeira vez dos Jogos Paralímpicos em 1960, e enviou atletas para competirem em todos os Jogos Paralímpicos de Verão desde então. Em relação aos Jogos Paralímpicos de Inverno, a primeira participação da Suécia foi em 1976 e participou de todas as edições desde então.